# Hintersee (Áustria)
Hintersee é um município da Áustria, situado no distrito de Salzburg-Umgebung, no estado de Salzburgo. Tem 47,33 km² de área e sua população em 2019 foi estimada em 449 habitantes.